# زنجان
زنجان مدينة إيرانية تقع شمال غرب البلاد عاصمة محافظة زنجان. تعداد سكانها حوالي 377 ألف نسمة. تقع على بعد 298 كم إلى الشمال الغربي من طهران على الطريق الرئيسية إلى تبريز وتركيا، وتبعد حوالي 125 كم من بحر قزوين.
تشتهر بالصناعات اليدوية من خناجر وصنادل (اسمها چاروق) و«مليله» وسجّاد.

## تاريخ
يقول الرحّالة والمؤرّخ الإيراني «حمدالله مستوفي» أنّ زنجان بناها أردشير الأول ملك الساسان وأنّه سمّاها «شاهين». وكانت المدينة مركزاً - مع نيريز ومدن أخرى - للبابية، وأخذت القوّات المركزية الحكومية حصنهم في زنجان بعد حصار طويل وذلك تحت أوامر الوزير «أميركبير»، وقتلت ورحّلت أتباع «الباب».

## جامعات وكليات
- جامعة زنجان
- جامعة زنجان للعلوم الطبية نسخة محفوظة 14 يناير 2018 على موقع واي باك مشين.
- جامعة «آزاد إسلامي» بزنجان
- مركز الدراسات العليا في العلوم الأساسية

## أعلام المنطقة
- شهاب الدين السهروردي
- رضا الزنجاني (آية الله مُعارِض)
- موسى الشبيري الزنجاني (آية الله)
- محمد عز الدین الحسيني الزنجاني (آية الله)
- أسد الله بیات زنجاني (آية الله)
- جميلة شيخي (ممثلة)
- عباس علي عمید زنجاني (سياسي موالي للحكومة)

## معرض الصور

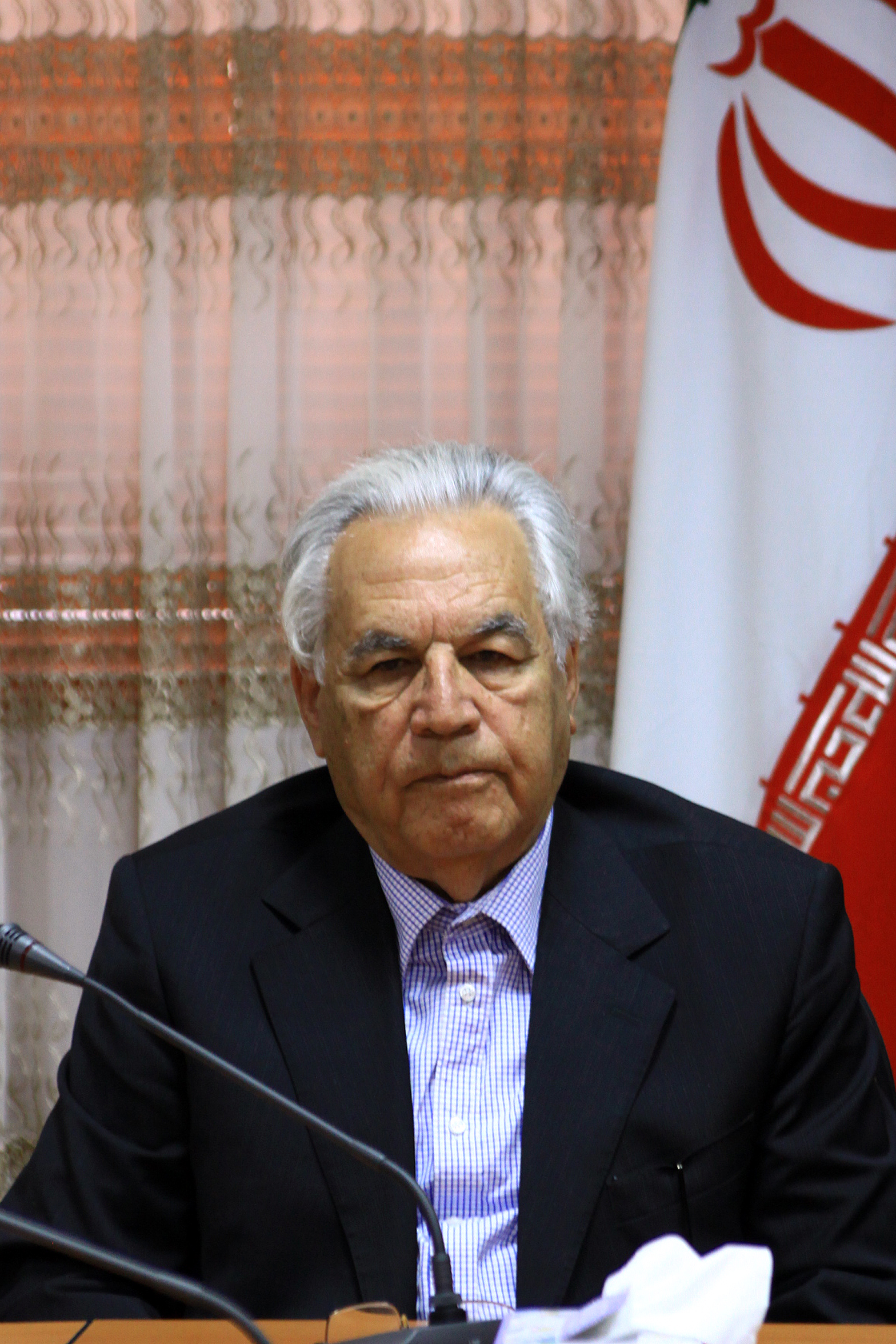
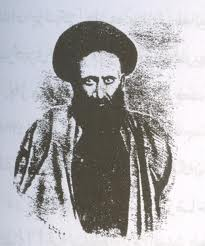
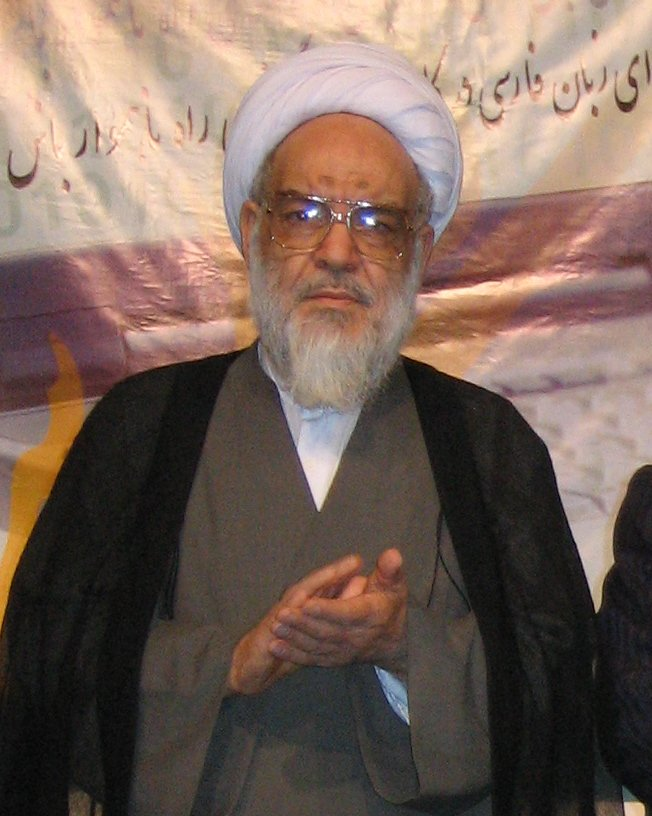
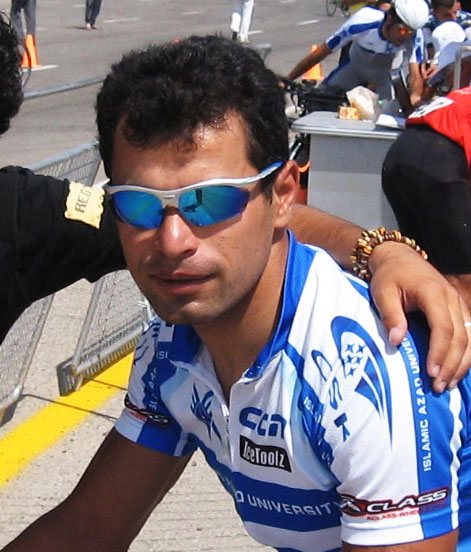
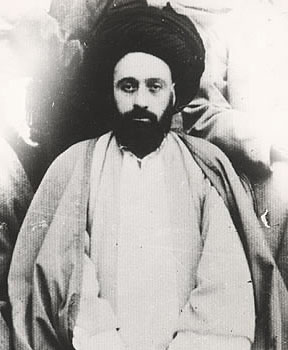

## أعلام
- أبو عبد الله الزنجاني
- محمد الحسيني الزنجاني
- إبراهيم زرين قلم
- مجيد شهرياري
- نرجس محمدي
- حافظ آبرو

## أنظر أيضا
- نينا زنجاني

## توأم
- طرابزون، تركيا

## وصلات خارجية
- الموقع الرسمي
- صناعة السيوف والخناجر في زنجان على يوتيوب